# Odontolejeunea hanningtonii
Odontolejeunea hanningtonii là một loài Rêu trong họ Lejeuneaceae. Loài này được (Mitt.) Steph. mô tả khoa học đầu tiên năm 1895.